# Chronologie de la République centrafricaine
La chronologie historique et humaine de la République centrafricaine et de son aire géographique débute dès la préhistoire, bien avant la constitution de l’actuel État.

## Préhistoire, protohistoire
L’abri de Toulou dans la sous-préfecture de Ndélé avec ses peintures rupestres s’apparente à la civilisation de Paléolithique moyen.
Les premiers habitants de la forêt équatoriale sont les pygmées.

## XVIIesiècle-XIXesiècle
1750-1800 : Les populations de langue soudanaise migrent vers les forêts fuyant les marchands d’esclaves.
XVIIe siècle-XIXe siècle : Les sultanats zandés de Bangassou, Rafaï et Zémio sont établis en Afrique centrale.
1880-1900 : La traite des esclaves est pratiquée par les marchands d’esclaves tels Tippo Tip et Mohamed-es-Senoussi.
26 juin 1889 : fondation du poste colonial français de Bangui par Albert Dolisie

## XXesiècle
29 décembre 1903 : Le Territoire de l’Oubangui-Chari est créé par décret portant organisation du Congo français et dépendances.
1928-1931 : Guerre du Kongo-wara
1er décembre 1958 : proclamation de la République centrafricaine par Barthelemy Boganda
13 août 1960 : la République centrafricaine accède à l’indépendance, vis-à-vis de la France. 

### PrésidenceBokassaet Empire centrafricain (1966-1979)
31 décembre 1965 : lors du coup d'État de la Saint-Sylvestre 1965, Jean-Bedel Bokassa, à la tête de l'armée centrafricaine renverse le régime du président David Dacko.
Août 1967 : Bokassa devient président du parti unique le MESAN.
1972 : Bokassa reçoit le titre de Président à vie
1976 : David Dacko devient le conseiller de Bokassa
Décembre 1976 : Bokassa proclame l'Empire centrafricain et devient empereur Bokassa Ier
17-19 avril 1979 : manifestations d'élèves et d'étudiants réprimées dans le sang
20 septembre 1979, alors que Bokassa Ier se trouve en Libye, l'armée française déclenche l'opération Caban qui conduit à la chute du régime. David Dacko revient au pouvoir.

## XXIesiècle
Le 15 mars 2003, le général François Bozizé rentre au pays et s’empare du pouvoir à Bangui avec le soutien de l'armée tchadienne.
24 mars 2013 : la coalition Séléka prend le pouvoir à Bangui, le Président Bozizé est en fuite.
30 mars 2016 : investiture de Président Faustin-Archange Touadéra
27 décembre 2020 :  se déroulent l'élection présidentielle ainsi que les élections législatives alors que les deux tiers du pays sont contrôlés par les groupes armés.
30 juillet 2023 : référendum constitutionnel.